# Аткинсон, Мартин
Ма́ртин А́ткинсон (англ. Martin Atkinson; род. 31 марта 1971, Брадфорд) — завершивший карьеру английский футбольный судья. Судил матчи английской Премьер-лиги. С 2006 по 2018 год был судьёй ФИФА. Родился в Брадфорде, впоследствии проживал в Лидсе, Йоркшир.

## Карьера

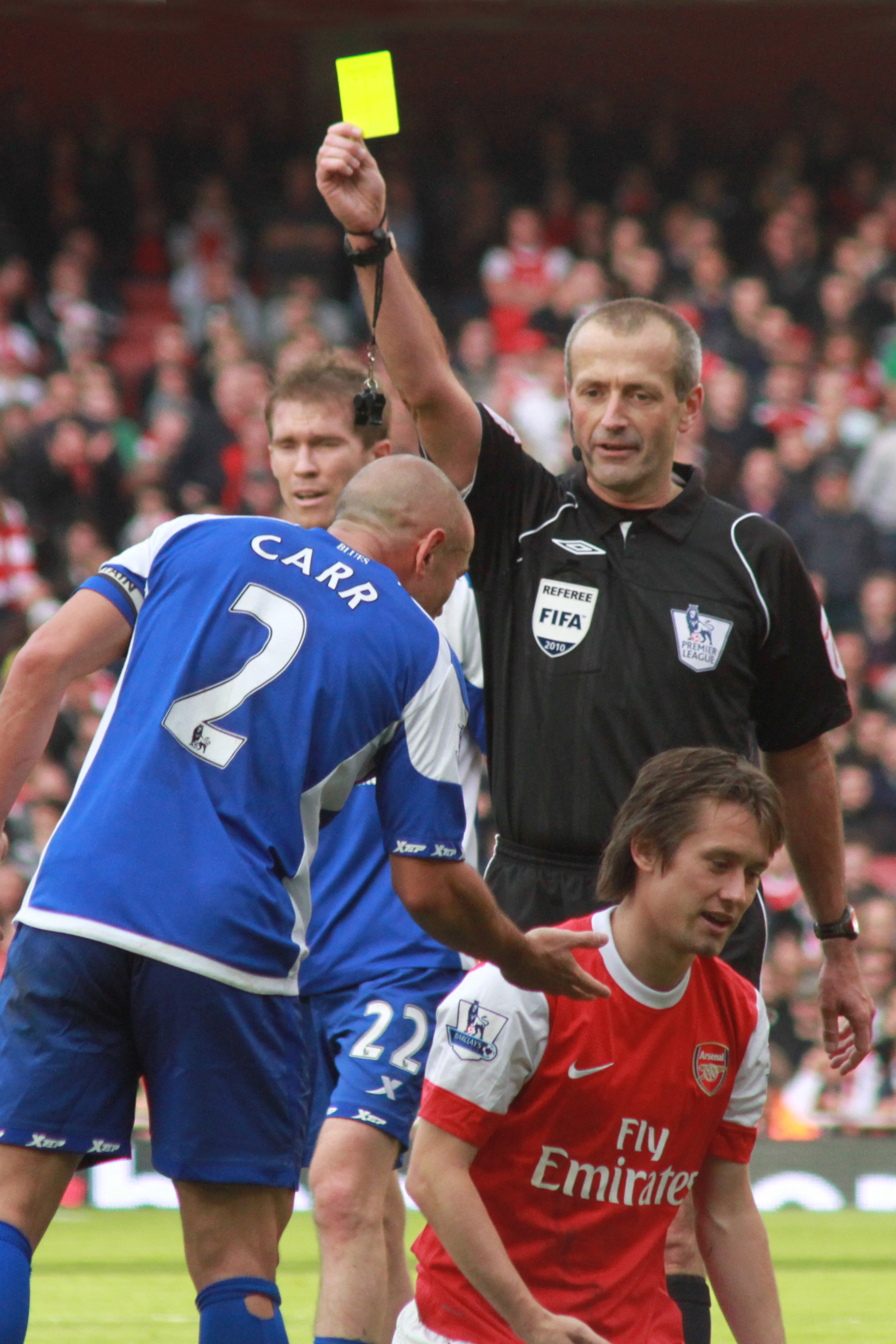
Аткинсон показывает жёлтую карточку игроку «Бирмингем Сити»

Начал судейскую карьеру в раннем возрасте, с 16 лет. К 1998 году был включён в список ассистентов судей в Футбольной лиге.
К декабрю 2002 года Аткинсон работал главным судьёй на матчах Футбольной конференции, а также был главным судьёй финала Молодёжного кубка Англии 2003 года.
К началу сезона 2003/04 Аткинсон вошёл в национальный список судьей Англии. С августа 2004 по октябрь 2005 года он не удалил с поля ни одного футболиста.
Спустя всего лишь два года после своего дебюта в Конференции, Аткинсон был назначен на матч Премьер-лиги между «Манчестер Сити» и «Бирмингем Сити». В этом матче, который прошёл 20 апреля 2005 года, он показал лишь одну жёлтую карточку и назначил один пенальти в ворота гостей.
13 августа 2006 года Аткинсон был главным судьёй матча на Суперкубок Англии, в котором встретились «Ливерпуль» и «Челси». В том же 2006 году он был включён в список судей ФИФА.

### Матчи международного уровня
Аткинсон отсудил отборочный матч чемпионата мира между сборными Германии и Финляндии в октябре 2009 года, который завершился со счётом 1:1.

### Критика
В апреле 2010 года в бирмингемском дерби между «Астон Виллой» и «Бирмингем Сити» Аткинсон назначил пенальти в концовке встречи за фол Роджера Джонсона на Габриэле Агбонлахоре. Телевизионные повторы свидетельствуют, что Джонсон играл в мяч и фола не было. Главный тренер «Бирмингема» раскритиковал Аткинсона за это решение, которое гарантировало «Астон Вилле» победу со счётом 1:0.
Аткинсон подвергся критике за судейство в матче между «Челси» и «Манчестер Юнайтед», который прошёл 1 марта 2011 года на «Стэмфорд Бридж». Главный тренер «Юнайтед» Алекс Фергюсон, а также бывший судья Грэм Полл, который считается одним из лучших английских судей в истории, отметили многочисленные судейские ошибки Аткинсона в матче. Так, Аткинсон не назначил пенальти за игру рукой Джона Терри в первом тайме, не показал Давиду Луису вторую жёлтую карточку за явный фол против Уэйна Руни, но назначил спорный пенальти в ворота "Манчестер «Юнайтед» в концовке встречи и удалил капитана «Юнайтед» Неманью Видича. Эти решения, по мнению Фергюсона и Грэма Полла, повлияли на результат игры, в которой «Челси» одержал победу над «Манчестер Юнайтед» со счётом 2:1. Примечательно, что в предыдущей встрече двух команд на «Стэмфорд Бридж», которую также судил Аткинсон, «Челси» также одержал победу благодаря голу на последних минутах, забитому после назначения спорного штрафного удара у ворот «Юнайтед». После того матча Фергюсон также подверг критике судейство Аткинсона.

## Статистика
| Сезон   | Матчи | Всего | за игру | Всего | за игру |
| ------- | ----- | ----- | ------- | ----- | ------- |
| 2003/04 | 26    | 61    | 2,35    | 3     | 0,12    |
| 2004/05 | 38    | 87    | 2,29    | 3     | 0,08    |
| 2005/06 | 38    | 78    | 2,05    | 2     | 0,05    |
| 2006/07 | 42    | 128   | 3,05    | 6     | 0,14    |
| 2007/08 | 38    | 96    | 2,53    | 6     | 0,16    |
| 2008/09 | 40    | 135   | 3,38    | 11    | 0,28    |
| 2009/10 | 48    | 187   | 3,90    | 6     | 0,13    |
| 2010/11 | 41    | 143   | 3,49    | 13    | 0,32    |
| 2011/12 | 40    | 146   | 3,65    | 11    | 0,28    |
| 2012/13 | 37    | 140   | 3,78    | 1     | 0,03    |
| 2013/14 | 39    | 118   | 3,03    | 3     | 0,08    |
| 2014/15 | 48    | 193   | 4,02    | 11    | 0,23    |
| 2015/16 | 46    | 169   | 3,67    | 1     | 0,02    |

### Красные карточки в Премьер-лиге по сезонам

#### 2005/06
- «Уиган Атлетик» — «Вест Бромвич Альбион», Даррен Мур, вторая жёлтая карточка (43 минуты)

#### 2006/07
- «Астон Вилла» — «Тоттенхэм Хотспур», Калум Дэвенпорт, грубый фол (73 минута)
- «Уотфорд» — «Шеффилд Юнайтед», Крис Пауэлл, вторая жёлтая карточка (90 минут)
- «Ливерпуль» — «Манчестер Юнайтед», Пол Скоулз, грубый фол (86 минута)

#### 2007/08
- «Челси» — «Фулхэм», Дидье Дрогба, вторая жёлтая карточка (74 минута)
- "Челси " — «Ливерпуль», Питер Крауч, грубый фол (60 минута)
- «Эвертон» — «Арсенал», Микель Артета, грубый фол (84 минута) и Никлас Бендтнер, вторая жёлтая карточка (74 минута)
- «Манчестер Юнайтед» — «Портсмут», Томаш Кущак, фол последней надежды (76 минута)

#### 2008/09
- «Сток Сити» — «Манчестер Сити», Рори Делап, грубый фол (38 минута)
- «Халл Сити» — «Блэкберн Роверс», Дин Марни, грубый фол (64 минута) и Мортен Гамст Педерсен, вторая жёлтая карточка (70 минут)
- «Мидлсбро» — «Портсмут», Мэттью Бэйтс, вторая жёлтая карточка (77 минут)
- «Ливерпуль» — «Астон Вилла», Брэд Фридель, фол последней надежды (64 минута)
- Халл Сити — «Ливерпуль», Калеб Фолан, грубый фол (59 минута)

#### 2009/10
- «Ливерпуль» — «Эвертон», Сотириос Кириакос, грубый фол (34 минута)
- «Ливерпуль» — «Эвертон», Стивен Пинаар, вторая жёлтая карточка (90 минута)